# Saint-Philibert (metrostation)
Het metrostation Saint-Philibert is het beginstation van metrolijn 2 van de metro van Rijsel, gelegen in deelgemeente Lomme van de stad Rijsel. De naam komt van het nabijgelegen ziekenhuis Saint-Philibert.
Dit station is het beginpunt van metrolijn 2 en bevindt zich naast een industriële zone met onder andere een groot winkelcentra met een Carrefour, de grote bioscoop Kinépolis en een IKEA.
Men kan nabij het metrostation Saint-Philibert overstappen op de buslijnen 54, 64, 75, 76, 77, 79, 230 en 231. Ook is er een Vélopole-punt, waar men fietsen kan huren.